# Vedovica
Vedovica (cyr. Ведовица) – wieś w Bośni i Hercegowinie, w Republice Serbskiej, w gminie Novi Grad. W 2013 roku liczyła 65 mieszkańców.